# Absolut
Absolut je filozofski pojem, ki ponazarja nekaj, kar je neodvisno od vsega drugega, popolno, nepogojeno ali nespremenljivo. Je temelj vseh stvari in načel (npr. etičnih). V platonizmu je absolut ideja dobrega ali eno. V krščanski teologiji in filozofiji pomeni absolut bog. Spoznanje absoluta je najvišja naloga filozofije, pri čemer je pri nekaterih avtorjih vprašljiva njegova spoznavnost, saj absolut načelno presega človeka in s tem njegove spoznavne zmožnosti.